# さくらいゆり
さくらい ゆり（1984年1月14日 - ）は、日本の元タレント、レースクイーン、モデル、グラビアアイドル、ラジオパーソナリティである。
大分県大分市出身。
レースクイーンやモデルを経て、その後タレントへ転身。のちに引退。
日テレ系番組ルドイア☆星惑三第ではユニット小惑星としてバップより「バス停に地蔵」のCDも発売。同番組のエンディングテーマ曲でもあった。
身長166cm、38～41Kg。B86、W54、H84。

## 出演
2003年度　
GTレッドラインレースクイーン
2004年度　
D1ファルケンレースクイーン
フォーミュラーニッポンADIRECT 5ZIGENレースクイーン
2005年度　
スーパー耐久ハーツレーシングガール　レースクイーン
PS2　紅忍 血河の舞（ソニー）イメージガール
デジドル13期生

### テレビ番組
- ルドイア☆星惑三第（日本テレビ）レギュラー
- 銀玉王（テレビ神奈川）レギュラー
- バトル＆オーディション（CS）　レギュラーレポーター
- スカ☆J（テレビ東京）
- F2 きれいなおねえさん
- サバドル!（テレビ東京）
- debuya（テレビ東京）
- サバコン
- ロンドンハーツ（テレビ朝日）
- saku saku（テレビ神奈川）

### ラジオ
- コミュニティFMわくわくサワー（レギュラーパーソナリティ）
- 下北2.com（レギュラーパーソナリティ ）
- BLACK or WHITE（レギュラーパーソナリティ）
- 大人ばか。（ゲスト）

### 雑誌
- 特ダネ最前線（表紙）
- シーズン（表紙）
- ライフアップ
- sabra
- sabra（付録DVD）
- スコラ
- FRIDAY
- Lug CAR
- CAR TOP
- 週刊大衆
- 週刊ファミ通
- ぴあ
- vakka!
- 日刊ゲンダイ
- 東スポ
- 夕刊フジ

### DVD
- 1stDVD デジグラ
- 2ndソロDVD 激写X
- DVD写真集（本名での出演）CUTE　and　COOL
- 「第三惑星☆アイドルVol.4」(バップ)
- 「第三惑星☆アイドルVol.3」(バップ)
- 「第三惑星☆アイドルVol.2」(バップ)
- 「第三惑星☆アイドルVol.1」(バップ)